# 黒田美治
黒田 美治（くろだ びじ、本名・くろだ よしはる、1930年9月25日 - 2001年2月28日）は、日本のカントリー・ウエスタン歌手。男爵黒田一義の孫。

## 経歴・人物
旧福岡藩大老・黒田男爵家（三奈木黒田家）の次男として、イギリスのロンドンにて出生した。妹が後に板東英二と結婚したことから、板東の義兄にも当たる。
日本に帰国後は、学習院高等科 (旧制)を経て学習院大学と慶應義塾大学に在籍。慶大卒業後に、学習院大学時代に知り合った井原高忠とのコンビで、チャック・ワゴン・ボーイズを結成した。後に寺本圭一が加入。戦後日本でいち早くカントリー・ウエスタンを広めた歌手で人気となり活動した。板東によると、一時引退し、板東経営のサウナ風呂のマネージャーをしており、離婚後に別姓の事実婚の女性との間に1子がいる。2001年2月28日死去。

## ディスコグラフィー

### SP
- 黒田美治とチャック・ワゴン・ボーイズ / 東京バガボンド (日本コロムビア A-871、1950.07。B面は織井茂子「娘とサンダル」)
- 黒田美治とチャック・ワゴン・ボーイズ / 牧場は牛ばかり (日本コロムビア A-912、1950.07。B面は加藤禮子「若い学生さん」)
- 黒田美治とチャック・ワゴン・ボーイズ / 陽気なマダム (日本コロムビア A-921、1950.09。B面は織井茂子「わしゃつんぼ」)
- 黒田美治とチャック・ワゴン・ボーイズ、若原春江 / 銀座フーピー娘 (日本コロムビア A-1104、1951。B面は池眞理子「炭燒ブギ」)
- 黒田美治 / 僕らの青春 (日本コロムビア A-1309、1952.01。B面は有木山太・グラディス堤「よいとこ娘」)
- 黒田美治、惠ミチ子 / アイアイ銀座 (日本ビクター V-41074、1953.06。B面は生田惠子「銀座マンボ」)
- 黒田美治 / ささやき c/w 愛の想ひ出 (日本ビクター A-5133、1953.09)
- 黒田美治 / ノー・アザー・ラヴ c/w 楽園に帰る (日本ビクター A-5148、1953.10)

### LP
- V.A. / トウキョウ・ジャンボリー (東京芝浦電気 JPO-1002、1958)
- 黒田美治 / ゴーイング・マイ・カントリー・ウェイ (グリーン・シティー/日本ビクター SJET-8168、1969)
- V.A. / 懐かしのポピュラー大全集 (ポリドール MR-9072/3、1970.12) *バックは原田実とワゴン・エース
- V.A. / 日本のジャズ歌手たち: ジャズコン華やかなりし頃 (日本ビクター SPX-1031/2、1975) *「Don't Let The Stars Getting In Your Eyes」
- V.A. / 日本のウエスタン歌手たち: 進駐軍華やかなりし頃 (日本ビクター SPX-1034、1976) *チャック・ワゴン・ボーイズ
- V.A. / TOKYOジャンボリー'83 (東芝EMI EWS-66027/8、1983)